# Mycetophila poloninensis
Mycetophila poloninensis är en tvåvingeart som beskrevs av Sevcik 2004. Mycetophila poloninensis ingår i släktet Mycetophila och familjen svampmyggor.
Artens utbredningsområde är Slovakien. Inga underarter finns listade i Catalogue of Life.